# Csaba Hegedűs
Csaba Hegedűs (Sárvár, 6 settembre 1948) è un ex lottatore ungherese, specializzato nella lotta greco-romana.

## Palmarès

### Olimpiadi
- 1 medaglia:
  - 1 oro (Monaco di Baviera 1972 negli 82 kg)

### Mondiali
- 1 medaglia:
  - 1 oro (Sofia 1971 negli 82 kg)

### Europei
- 2 medaglie:
  - 2 ori (Leningrado 1976 negli 82 kg; Bursa 1977 nei 90 kg)